# CV-800
La CV-800 es una carretera de vía doble que discurre por la Comunidad Valenciana. Une directamente las carreteras N-332  y A-7 por el municipio de Jijona. En realidad es un tramo de la N-340 que fue transferida a la Generalidad Valenciana en 2005.

## Futuro de la CV-800
- Datos: Q8254212